# Szlovákia a 2004. évi nyári olimpiai játékokon
Szlovákia a görögországi Athénban megrendezett 2004. évi nyári olimpiai játékok egyik részt vevő nemzete volt. Az országot az olimpián 14 sportágban 64 sportoló képviselte, akik összesen 6 érmet szereztek.

## Érmesek
| Érem  | Versenyző                                                  | Sportág       | Versenyszám               |
| ----- | ---------------------------------------------------------- | ------------- | ------------------------- |
| Arany | Pavol Hochschorner Peter Hochschorner                      | Kajak-kenu    | Férfi szlalom kenu kettes |
| Arany | Elena Kaliská                                              | Kajak-kenu    | Női szlalom kajak egyes   |
| Ezüst | Jozef Krnáč                                                | Cselgáncs     | Férfi harmatsúly          |
| Ezüst | Michal Martikán                                            | Kajak-kenu    | Férfi szlalom kenu egyes  |
| Bronz | Richard Riszdorfer Michal Riszdorfer Vlček Erik Juraj Bača | Kajak-kenu    | Férfi kajak négyes 1000 m |
| Bronz | Gönci József                                               | Sportlövészet | Férfi légpuska            |

## Atlétika
Férfi
| Versenyző      | Versenyszám     | Eredmény | Helyezés |
| -------------- | --------------- | -------- | -------- |
| Marcel Matanin | Maraton         | 2:50,26  | 81.      |
| Matej Tóth     | 20 km gyaloglás | 1:28:49  | 32.      |
| Miloš Bátovský | 50 km gyaloglás | 3:59:11  | 18.      |
| Peter Korčok   | 50 km gyaloglás | 3:54:22  | 14.      |
| Kazimír Verkin | 50 km gyaloglás | 4:13:11  | 36.      |

| Versenyző          | Versenyszám   | Selejtező | Selejtező | Döntő    | Döntő    |
| Versenyző          | Versenyszám   | Eredmény  | Helyezés  | Eredmény | Helyezés |
| ------------------ | ------------- | --------- | --------- | -------- | -------- |
| Mikuláš Konopka    | Súlylökés     | 20,32 m   | 8.        | 19,92 m  | 10.      |
| Jaroslav Žitňanský | Diszkoszvetés | 53,30 m   | 35.       | kiesett  | kiesett  |
| Libor Charfreitag  | Kalapácsvetés | 77,30 m   | 6.        | 77,54 m  | 7.       |
| Miloslav Konopka   | Kalapácsvetés | 76,16 m   | 14.       | kiesett  | kiesett  |
| Marián Bokor       | Gerelyhajítás | 71,74 m   | 32.       | kiesett  | kiesett  |

Női
| Versenyző       | Versenyszám     | Előfutam | Előfutam | Előfutam | Elődöntő | Elődöntő | Elődöntő | Döntő   | Döntő    |
| Versenyző       | Versenyszám     | Idő      | Hely.    | Össz.    | Idő      | Hely.    | Össz.    | Idő     | Helyezés |
| --------------- | --------------- | -------- | -------- | -------- | -------- | -------- | -------- | ------- | -------- |
| Lucia Klocová   | 800 m           | 2:02,17  | 5.       | 18.      | 2:00,79  | 6.       | 19.      | kiesett | kiesett  |
| Zuzana Malíková | 20 km gyaloglás |          |          |          |          |          |          | 1:33:17 | 22.      |

## Birkózás

### Férfi
Kötöttfogású
| Versenyző    | Versenyszám | Csoportkör                                                                                            | Csoportkör | Negyeddöntő       | Elődöntő          | Bronz- mérkőzés   | Döntő             | Helyezés |
| Versenyző    | Versenyszám | Ellenfél Eredmény                                                                                     | Hely.      | Ellenfél Eredmény | Ellenfél Eredmény | Ellenfél Eredmény | Ellenfél Eredmény | Helyezés |
| ------------ | ----------- | --- | ---------- | ----------------- | ----------------- | ----------------- | ----------------- | -------- |
| Bátky Attila | 84 kg       | F csoport · Ara Abrahamian (SWE) · 0-4 · Macumoto Singo (JPN) · 1-3 · Zsanarbek Kenzsejev (KGZ) · 3-1 | 3.         | kiesett           | kiesett           | kiesett           | kiesett           | 10.      |

Szabadfogású
| Versenyző      | Versenyszám | Csoportkör                                                                 | Csoportkör | Negyeddöntő       | Elődöntő          | Bronz- mérkőzés   | Döntő             | Helyezés |
| Versenyző      | Versenyszám | Ellenfél Eredmény                                                          | Hely.      | Ellenfél Eredmény | Ellenfél Eredmény | Ellenfél Eredmény | Ellenfél Eredmény | Helyezés |
| -------------- | ----------- | -------------------------------------------------------------------------- | ---------- | ----------------- | ----------------- | ----------------- | ----------------- | -------- |
| Štefan Fernyák | 66 kg       | E csoport · Ömer Çubukçu (TUR) · 1-5 · Hatos Gábor (HUN) · 1-3             | 3.         | kiesett           | kiesett           | kiesett           | kiesett           | 16.      |
| Peter Pecha    | 96 kg       | A csoport · Vang Jüan-jüan (CHN) · 1-3 · Aléxandrosz Laliótisz (GRE) · 4-1 | 2.         | kiesett           | kiesett           | kiesett           | kiesett           | 12.      |

## Cselgáncs
Férfi
| Versenyző        | Versenyszám   | Selejtező         | 32-es főtábla                           | Nyolcaddöntő                  | Negyeddöntő                      | Elődöntő                             | Vigaszág első kör | Vigaszág negyeddöntő | Vigaszág elődöntő | Bronz- mérkőzés   | Döntő                              | Helyezés    |
| Versenyző        | Versenyszám   | Ellenfél Eredmény | Ellenfél Eredmény                       | Ellenfél Eredmény             | Ellenfél Eredmény                | Ellenfél Eredmény                    | Ellenfél Eredmény | Ellenfél Eredmény    | Ellenfél Eredmény | Ellenfél Eredmény | Ellenfél Eredmény                  | Helyezés    |
| ---------------- | ------------- | ----------------- | --------------------------------------- | ----------------------------- | -------------------------------- | ------------------------------------ | ----------------- | -------------------- | ----------------- | ----------------- | ---------------------------------- | ----------- |
| Jozef Krnáč      | Harmatsúly    |                   | Abdou Alassane Dji Bo (NIG) · 0200-0000 | Óscar Peñas (ESP) · 1011-0000 | Ammár Merídzsa (ALG) · 1001-0000 | Yordanis Arencibia (CUB) · 1010-0002 |                   |                      |                   |                   | Ucsisiba Maszato (JPN) · 0000-1000 |             |
| Pálkovács Zoltán | Félnehézsúlyú |                   | Ghislain Lemaire (FRA) · 0000-1000      | kiesett                       | kiesett                          | kiesett                              |                   |                      |                   |                   |                                    | helyezetlen |

## Evezés
Férfi
| Versenyző                   | Versenyszám              | Előfutam | Előfutam | Vigaszág | Vigaszág | Elődöntő | Elődöntő | Elődöntő | Döntő | Döntő   | Döntő | Helyezés |
| Versenyző                   | Versenyszám              | Idő      | Hely.    | Idő      | Hely.    | Típus    | Idő      | Hely.    | Típus | Idő     | Hely. | Helyezés |
| --------------------------- | ------------------------ | -------- | -------- | -------- | -------- | -------- | -------- | -------- | ----- | ------- | ----- | -------- |
| Ľuboš Podstupka Lukáš Babač | Könnyűsúlyú kétpárevezős | 6:22,00  | 3.       | 6:25,75  | 2.       | A/B      | 6:29,44  | 6.       | B     | 6:58,78 | 5.    | 11.      |

## Kajak-kenu

### Síkvízi
Férfi
| Versenyző                                                  | Versenyszám         | Előfutam | Előfutam | Előfutam | Elődöntő | Elődöntő | Elődöntő | Döntő    | Döntő    |
| Versenyző                                                  | Versenyszám         | Idő      | Hely.    | Össz.    | Idő      | Hely.    | Össz.    | Idő      | Helyezés |
| ---------------------------------------------------------- | ------------------- | -------- | -------- | -------- | -------- | -------- | -------- | -------- | -------- |
| Martin Chorváth                                            | Kajak egyes 500 m   | 1:42,383 | 6.       | 22.      | 1:43,095 | 7.       | 22.      | kiesett  | kiesett  |
| Róbert Erban                                               | Kajak egyes 1000 m  | 3:30,576 | 5.       | 10.      | 3:33,481 | 6.       | 11.      | kiesett  | kiesett  |
| Richard Riszdorfer Michal Riszdorfer Vlček Erik Juraj Bača | Kajak négyes 1000 m | 2:53,256 | 1.D      | 4.       |          |          |          | 2:59,314 |          |
| Marián Ostrčil                                             | Kenu egyes 500 m    | 1:55,911 | 6.       | 18.      | 1:58,401 | 8.       | 14.      | kiesett  | kiesett  |
| Marián Ostrčil                                             | Kenu egyes 1000 m   | 3:56,962 | 3.       | 9.       | 3:53,820 | 3.       | 6.       | 3:54,629 | 7.       |
| Peter Páleš Daniel Biksadský                               | Kenu kettes 500 m   | 1:45,860 | 6.       | 12.      | 1:44,732 | 6.       | 6.       | kiesett  | kiesett  |
| Peter Páleš Daniel Biksadský                               | Kenu kettes 1000 m  | 3:47,263 | 6.       | 13.      | 3:36,572 | 7.       | 7.       | kiesett  | kiesett  |

Női
| Versenyző        | Versenyszám       | Előfutam | Előfutam | Előfutam | Elődöntő | Elődöntő | Elődöntő | Döntő    | Döntő    |
| Versenyző        | Versenyszám       | Idő      | Hely.    | Össz.    | Idő      | Hely.    | Össz.    | Idő      | Helyezés |
| ---------------- | ----------------- | -------- | -------- | -------- | -------- | -------- | -------- | -------- | -------- |
| Marcela Erbanová | Kajak egyes 500 m | 1:53,508 | 1. D     | 6.       |          |          |          | 1:52,685 | 5.       |

### Szlalom
Férfi
| Versenyző                             | Versenyszám | Selejtező | Selejtező | Selejtező | Selejtező | Selejtező  | Selejtező  | Elődöntő | Elődöntő | Döntő   | Döntő   | Összesítés | Összesítés |
| Versenyző                             | Versenyszám | 1. futam  | 1. futam  | 2. futam  | 2. futam  | Összesítés | Összesítés | Elődöntő | Elődöntő | Döntő   | Döntő   | Összesítés | Összesítés |
| Versenyző                             | Versenyszám | Pont      | Hely.     | Pont      | Hely.     | Pont       | Hely.      | Pont     | Hely.    | Pont    | Hely.   | Pont       | Helyezés   |
| ------------------------------------- | ----------- | --------- | --------- | --------- | --------- | ---------- | ---------- | -------- | -------- | ------- | ------- | ---------- | ---------- |
| Ján Šajbidor                          | Kajak egyes | 95,13     | 6.        | 99,76     | 18.       | 194,89     | 10.        | 97,77    | 12.      | kiesett | kiesett | kiesett    | kiesett    |
| Michal Martikán                       | Kenu egyes  | 103,51    | 6.        | 97,93     | 1.        | 201,44     | 1.         | 93,25    | 1.       | 96,03   | 4.      | 189,28     |            |
| Pavol Hochschorner Peter Hochschorner | Kenu kettes | 100,13    | 1.        | 100,91    | 1.        | 201,04     | 1.         | 101,29   | 1.       | 105,87  | 2.      | 207,16     |            |

Női
| Versenyző           | Versenyszám | Selejtező | Selejtező | Selejtező | Selejtező | Selejtező  | Selejtező  | Elődöntő | Elődöntő | Döntő  | Döntő | Összesítés | Összesítés |
| Versenyző           | Versenyszám | 1. futam  | 1. futam  | 2. futam  | 2. futam  | Összesítés | Összesítés | Elődöntő | Elődöntő | Döntő  | Döntő | Összesítés | Összesítés |
| Versenyző           | Versenyszám | Pont      | Hely.     | Pont      | Hely.     | Pont       | Hely.      | Pont     | Hely.    | Pont   | Hely. | Pont       | Helyezés   |
| ------------------- | ----------- | --------- | --------- | --------- | --------- | ---------- | ---------- | -------- | -------- | ------ | ----- | ---------- | ---------- |
| Elena Kaliská       | Kajak egyes | 104,24    | 2.        | 108,41    | 3.        | 212,65     | 2.         | 103,74   | 1.       | 106,29 | 1.    | 210,03     |            |
| Gabriela Stacherová | Kajak egyes | 110,08    | 4.        | 114,58    | 11.       | 224,66     | 4.         | 109,85   | 7.       | 164,62 | 10.   | 274,47     | 10.        |

## Kerékpározás

### Hegyi-kerékpározás
| Versenyző      | Versenyszám        | Idő              | Helyezés      |
| -------------- | ------------------ | ---------------- | ------------- |
| Ľuboš Kondis   | Férfi terepverseny | 2:31:15 (+16:13) | 34.           |
| Janka Števková | Női terepverseny   | nem ért célba    | nem ért célba |

### Országúti kerékpározás
Férfi
| Versenyző    | Versenyszám   | Idő                   | Helyezés      |
| ------------ | ------------- | --------------------- | ------------- |
| Martin Riška | Mezőnyverseny | 5:51:28 (+9:44)       | 71.           |
| Matej Jurčo  | Mezőnyverseny | nem ért célba         | nem ért célba |
| Matej Jurčo  | Időfutam      | 1:04:22,58 (+6:50,84) | 36.           |

### Pálya-kerékpározás
Sprintversenyek
| Versenyző                                | Versenyszám         | Selejtező | Selejtező | 1. forduló                      | Vigaszág                                      | Vigaszág | 2. forduló           | Vigaszág               | Vigaszág | 9–12. helyért          | 9–12. helyért | Negyeddöntő          | 5–8. helyért           | 5–8. helyért | Elődöntő             | Döntő                | Helyezés    |
| Versenyző                                | Versenyszám         | Idő       | Hely.     | Ellenfél Győztes idő            | Ellenfelek Győztes idő                        | Hely.    | Ellenfél Győztes idő | Ellenfelek Győztes idő | Hely.    | Ellenfelek Győztes idő | Hely.         | Ellenfél Győztes idő | Ellenfelek Győztes idő | Hely.        | Ellenfél Győztes idő | Ellenfél Győztes idő | Helyezés    |
| ---------------------------------------- | ------------------- | --------- | --------- | ------------------------------- | --------------------------------------------- | -------- | -------------------- | ---------------------- | -------- | ---------------------- | ------------- | -------------------- | ---------------------- | ------------ | -------------------- | -------------------- | ----------- |
| Jaroslav Jeřábek                         | Férfi egyéni sprint | 10,758    | 16.       | Mickaël Bourgain (FRA) · 10,988 | Josiah Ng (MAS) · Jang Hicshon (KOR) · 11,006 | 3.       | kiesett              | kiesett                | kiesett  | kiesett                | kiesett       | kiesett              | kiesett                | kiesett      | kiesett              | kiesett              | helyezetlen |
| Peter Bazálik Jaroslav Jeřábek Ján Lepka | Férfi csapatsprint  | 45,978    | 12.       | kiesett                         |                                               |          |                      |                        |          |                        |               |                      |                        |              |                      |                      | 12.         |

Keirin
| Versenyző        | Versenyszám  | 1. forduló | Vigaszág | 2. forduló | Döntő    | Helyezés    |
| Versenyző        | Versenyszám  | Helyezés   | Helyezés | Helyezés   | Helyezés | Helyezés    |
| ---------------- | ------------ | ---------- | -------- | ---------- | -------- | ----------- |
| Jaroslav Jeřábek | Férfi keirin | 4.         | 5.       | kiesett    | kiesett  | helyezetlen |

Pontversenyek
| Versenyző                | Versenyszám   | Pont | Helyezés |
| ------------------------ | ------------- | ---- | -------- |
| Martin Liška Jozef Žabka | Férfi madison | 5    | 15.      |

## Sportlövészet
Férfi
| Versenyző      | Versenyszám           | Selejtező | Selejtező | Döntő   | Döntő    |
| Versenyző      | Versenyszám           | Pont      | Helyezés  | Pont    | Helyezés |
| -------------- | --------------------- | --------- | --------- | ------- | -------- |
| Matej Mészáros | Légpuska              | 594       | 9.**      | kiesett | kiesett  |
| Gönci József   | Légpuska              | 596       | 4.        | 697,4   |          |
| Gönci József   | Sportpuska, fekvő     | 598       | 2.*       | 700,5   | 4.       |
| Gönci József   | Sportpuska, összetett | 1162      | 9.**      | kiesett | kiesett  |

Női
| Versenyző         | Versenyszám | Selejtező | Selejtező | Döntő   | Döntő    |
| Versenyző         | Versenyszám | Pont      | Helyezés  | Pont    | Helyezés |
| ----------------- | ----------- | --------- | --------- | ------- | -------- |
| Andrea Stranovská | Skeet       | 66        | 12.       | kiesett | kiesett  |

* - egy másik versenyzővel azonos eredményt ért el

** - két másik versenyzővel azonos eredményt ért el

## Súlyemelés
Férfi
| Versenyző        | Versenyszám | Szakítás                 | Szakítás                 | Lökés                    | Lökés                    | Összesen | Helyezés |
| Versenyző        | Versenyszám | Eredmény                 | Helyezés                 | Eredmény                 | Helyezés                 | Összesen | Helyezés |
| ---------------- | ----------- | ------------------------ | ------------------------ | ------------------------ | ------------------------ | -------- | -------- |
| Miroslav Janíček | 69 kg       | 125,0                    | 15.                      | érvényes kísérlet nélkül | érvényes kísérlet nélkül | kiesett  | kiesett  |
| Rudolf Lukáč     | 77 kg       | 147,5                    | 18.                      | 187,5                    | 12.*                     | 335,0    | 15.      |
| Martin Tešovič   | 105 kg      | érvényes kísérlet nélkül | érvényes kísérlet nélkül | kiesett                  | kiesett                  | kiesett  | kiesett  |

* - egy másik versenyzővel azonos eredményt ért el

## Szinkronúszás
| Versenyző                              | Versenyszám | Technikai gyakorlat | Technikai gyakorlat | Selejtező        | Selejtező        | Selejtező  | Selejtező  | Döntő            | Döntő            | Döntő      | Döntő      | Helyezés |
| Versenyző                              | Versenyszám | Technikai gyakorlat | Technikai gyakorlat | Szabad gyakorlat | Szabad gyakorlat | Összesítés | Összesítés | Szabad gyakorlat | Szabad gyakorlat | Összesítés | Összesítés | Helyezés |
| Versenyző                              | Versenyszám | Pont                | Hely.               | Pont             | Hely.            | Pont       | Hely.      | Pont             | Hely.            | Pont       | Hely.      | Helyezés |
| -------------------------------------- | ----------- | ------------------- | ------------------- | ---------------- | ---------------- | ---------- | ---------- | ---------------- | ---------------- | ---------- | ---------- | -------- |
| Veronika Feriancová Katarína Havlíková | Páros       | 41,167              | 21.*                | 41,417           | 22.              | 82,584     | 22.        | kiesett          | kiesett          | kiesett    | kiesett    | 22.      |

* - egy másik párossal azonos eredményt értek el

## Tenisz
Férfi
| Versenyző                 | Versenyszám | 64-es főtábla                         | 32-es főtábla                                           | Nyolcaddöntő      | Negyeddöntő       | Elődöntő          | Bronz- mérkőzés   | Döntő             | Helyezés |
| Versenyző                 | Versenyszám | Ellenfél Eredmény                     | Ellenfél Eredmény                                       | Ellenfél Eredmény | Ellenfél Eredmény | Ellenfél Eredmény | Ellenfél Eredmény | Ellenfél Eredmény | Helyezés |
| ------------------------- | ----------- | ------------------------------------- | ------------------------------------------------------- | ----------------- | ----------------- | ----------------- | ----------------- | ----------------- | -------- |
| Karol Beck                | Egyes       | Agustín Calleri (ARG) · 6-2, 3-6, 6-8 | kiesett                                                 | kiesett           | kiesett           | kiesett           | kiesett           | kiesett           | 33.      |
| Dominik Hrbatý            | Egyes       | Júnesz el-Ajnávi (MAR) · 6-3, 6-4     | Taylor Dent (USA) · 6-7, 3-6                            | kiesett           | kiesett           | kiesett           | kiesett           | kiesett           | 17.      |
| Karol Kučera              | Egyes       | Marat Szafin (RUS) · 0-6, 4-6         | kiesett                                                 | kiesett           | kiesett           | kiesett           | kiesett           | kiesett           | 33.      |
| Karol Beck Dominik Hrbatý | Páros       |                                       | Kanada (CAN) · Daniel Nestor · Fred Niemeyer · 2-6, 5-7 | kiesett           | kiesett           | kiesett           | kiesett           | kiesett           | 17.      |

Női
| Versenyző                           | Versenyszám | 64-es főtábla                      | 32-es főtábla                                                           | Nyolcaddöntő      | Negyeddöntő       | Elődöntő          | Bronz- mérkőzés   | Döntő             | Helyezés |
| Versenyző                           | Versenyszám | Ellenfél Eredmény                  | Ellenfél Eredmény                                                       | Ellenfél Eredmény | Ellenfél Eredmény | Ellenfél Eredmény | Ellenfél Eredmény | Ellenfél Eredmény | Helyezés |
| ----------------------------------- | ----------- | ---------------------------------- | ----------------------------------------------------------------------- | ----------------- | ----------------- | ----------------- | ----------------- | ----------------- | -------- |
| Daniela Hantuchová                  | Egyes       | Claudine Schaul (LUX) · 6-1, 6-1   | Patty Schnyder (SUI) · 6-3, 1-6, 4-6                                    | kiesett           | kiesett           | kiesett           | kiesett           | kiesett           | 17.      |
| Ľubomíra Kurhajcová                 | Egyes       | Lisa Raymond (USA) · 4-6, 6-4, 3-6 | kiesett                                                                 | kiesett           | kiesett           | kiesett           | kiesett           | kiesett           | 33.      |
| Martina Suchá                       | Egyes       | Nagyezsda Petrova (RUS) · 3-6, 3-6 | kiesett                                                                 | kiesett           | kiesett           | kiesett           | kiesett           | kiesett           | 33.      |
| Ľubomíra Kurhajcová Martina Suchá   | Páros       |                                    | Olaszország (ITA) · Silvia Farina Elia · Francesca Schiavone · 2-6, 4-6 | kiesett           | kiesett           | kiesett           | kiesett           | kiesett           | 17.      |
| Daniela Hantuchová Janette Husárová | Páros       |                                    | Svájc (SUI) · Myriam Casanova · Patty Schnyder · 3-6, 4-6               | kiesett           | kiesett           | kiesett           | kiesett           | kiesett           | 17.      |

## Torna
Női
| Versenyző       | Versenyszám      | Selejtező | Selejtező | Döntő    | Döntő    |
| Versenyző       | Versenyszám      | Pontszám  | Helyezés  | Pontszám | Helyezés |
| --------------- | ---------------- | --------- | --------- | -------- | -------- |
| Zuzana Sekerová | Talaj            | 8,512     | 69.       | kiesett  | kiesett  |
| Zuzana Sekerová | Ugrás            | 9,162     |           | kiesett  | kiesett  |
| Zuzana Sekerová | Felemás korlát   | 8,912     | 61.       | kiesett  | kiesett  |
| Zuzana Sekerová | Gerenda          | 8,787     | 52.       | kiesett  | kiesett  |
| Zuzana Sekerová | Egyéni összetett | 35,373    | 47.       | kiesett  | kiesett  |

### Trambulin
| Versenyző          | Versenyszám | Selejtező | Selejtező | Döntő    | Döntő    |
| Versenyző          | Versenyszám | Pontszám  | Helyezés  | Pontszám | Helyezés |
| ------------------ | ----------- | --------- | --------- | -------- | -------- |
| Katařína Prokešová | Női         | 61,9      | 10.       | kiesett  | kiesett  |

## Úszás
Férfi
| Versenyző    | Versenyszám | Előfutam | Előfutam | Előfutam | Elődöntő | Elődöntő | Elődöntő | Döntő   | Döntő    |
| Versenyző    | Versenyszám | Idő      | Hely.    | Össz.    | Idő      | Hely.    | Össz.    | Idő     | Helyezés |
| ------------ | ----------- | -------- | -------- | -------- | -------- | -------- | -------- | ------- | -------- |
| Ľuboš Križko | 100 m hát   | 56,62    | 2.       | 27.*     | kiesett  | kiesett  | kiesett  | kiesett | kiesett  |

Női
| Versenyző         | Versenyszám    | Előfutam | Előfutam | Előfutam | Elődöntő | Elődöntő | Elődöntő | Döntő   | Döntő    |
| Versenyző         | Versenyszám    | Idő      | Hely.    | Össz.    | Idő      | Hely.    | Össz.    | Idő     | Helyezés |
| ----------------- | -------------- | -------- | -------- | -------- | -------- | -------- | -------- | ------- | -------- |
| Martina Moravcová | 50 m gyors     | 25,69    | 6.       | 17.      | kiesett  | kiesett  | kiesett  | kiesett | kiesett  |
| Martina Moravcová | 100 m gyors    | 55,17    | 4.       | 8.       | 55,08    | 4.       | 8.       | 55,12   | 7.       |
| Martina Moravcová | 200 m gyors    | 2:01,00  | 5.       | 15.      | 1:59,96  | 7.       | 12.      | kiesett | kiesett  |
| Martina Moravcová | 100 m pillangó | 58,48    | 1.       | 4.       | 58,66    | 2.       | 5.       | 58,96   | 6.       |

* - két másik versenyzővel azonos időt ért el

## Vitorlázás
Férfi
| Versenyző    | Versenyszám     | Futam | Futam | Futam | Futam | Futam | Futam | Futam | Futam | Futam | Futam | Futam | Pontszám | Helyezés |
| Versenyző    | Versenyszám     | 1     | 2     | 3     | 4     | 5     | 6     | 7     | 8     | 9     | 10    | 11    | Pontszám | Helyezés |
| ------------ | --------------- | ----- | ----- | ----- | ----- | ----- | ----- | ----- | ----- | ----- | ----- | ----- | -------- | -------- |
| Martin Lapoš | Szörfvitorlázás | 34    | 27    | 34    | 33    | 32    | 27    | 32    | 30    | 34    | 33    | 27    | 309      | 34.      |